# Michel Modo

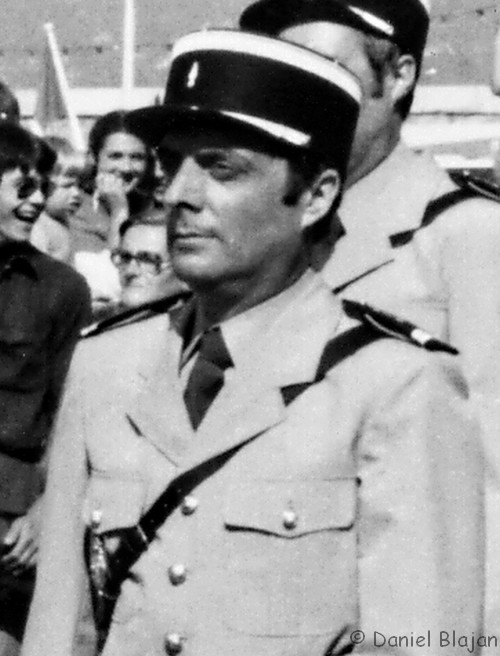
Michel Modo am Filmset von Louis’ unheimliche Begegnung mit den Außerirdischen (1978)

Michel Modo (eigentlich Michel Henri Louis Goi; * 30. März 1937 in Carpentras; † 25. September 2008 in Vaires-sur-Marne) war ein französischer Schauspieler, Komiker, Synchronsprecher und Drehbuchautor.

## Leben
Michel Modo wuchs im südfranzösischen Carpentras auf.
Modo bildete zusammen mit Guy Grosso ab Ende der 1950er-Jahre das in Frankreich sehr beliebte Komikerduo Grosso et Modo. 
Einem internationalen Publikum bekannt wurde er vor allem durch seine Rolle als Gendarm Berlicot, an der Seite von Louis de Funès, Michel Galabru und Jean Lefebvre, in den Gendarm-Filmen bekannt. Von 1993 bis 1997 spielte er in der Serie Highlander den humorvollen Franzosen Maurice Lolande. Insgesamt wirkte er im Laufe seiner Karriere in mehr als 100 Film-und-Fernsehproduktionen als Schauspieler mit. Zudem war er auch als Drehbuchautor für neun Spielfilme tätig.
Als Synchronsprecher lieh er unter anderem von Anfang der 1990er-Jahre bis zu seinem Tod (Staffel 1–19) in der französischen Version der Zeichentrickserie Die Simpsons und in Die Simpsons – Der Film den Figuren Krusty der Clown, Mr. Burns, Seymour Skinner, Chief Wiggum, Kent Brockman und Joe Quimby seine Stimme. Danach übernahm Gérard Rinaldi diese Aufgabe.
Michel Modo starb am 25. September 2008 im Alter von 71 Jahren an den Folgen einer Krebserkrankung.

## Filmografie (Auswahl)
- 1961: Der tolle Amerikaner (La belle Américaine)
- 1961: Alles Gold dieser Welt (Tout l’or du monde)
- 1964: Der Gendarm von St. Tropez (Le gendarme de Saint-Tropez)
- 1965: Scharfe Sachen für Monsieur (Le corniaud)
- 1965: Der Gendarm vom Broadway (Le gendarme à New York)
- 1966: Scharfe Kurven für Madame (Le grand restaurant)
- 1966: Drei Bruchpiloten in Paris (La grande vadrouille)
- 1967: Ein Mann zuviel (Un homme de trop)
- 1967: Etappenschweine (La feldmarescialla)
- 1968: Balduin, der Heiratsmuffel (Le gendarme se marie)
- 1969: Ein Sommernachtstraum (Le songe d’une nuit d’été)
- 1970: Balduin, der Schrecken von St. Tropez (Le gendarme en balade)
- 1977: Kommissar Moulin (Commissaire Moulin, Fernsehserie, 1 Folge)
- 1979: Louis’ unheimliche Begegnung mit den Außerirdischen (Le gendarme et les extra-terrestres)
- 1979: Der Baron von Münchhausen (als Sprecher einer Rolle)
- 1980: Louis, der Geizkragen (L’Avare)
- 1982: Louis und seine verrückten Politessen (Le gendarme et les gendarmettes)
- 1990: Der Ruhm meines Vaters (La gloire de mon père)
- 1990: Das Schloß meiner Mutter (Le château de ma mère)
- 1994–1997: Highlander (Fernsehserie)
- 1998: Liebe auf den sexten Blick (Bimboland)
- 2000: Relic Hunter – Die Schatzjägerin (Relic Hunter, Fernsehserie, Folge 1x19)

## Drehbuch (Auswahl)
- 1968: Balduin, der Trockenschwimmer (Le Petit baigneur)
- 1974: Die Knallköpfe von St. Tropez (La Grande nouba)